# 八木幣二郎
八木 幣二郎（やぎ へいじろう、1999年 - ）は、日本のアートディレクター、グラフィックデザイナー。東京都出身。グラフィックデザインを軸に、デザインが本来持っていたはずのグラフィカルな要素を未来から発掘するというアプローチでデザインを制作している。

## 略歴
- 1999年 - 東京都に生まれる。

## 特徴
八木は、3DCG用ソフトウェア「ZBrush」を駆使して三次元的な質感を持つビジュアルを創出し、それを二次元メディアへと落とし込むことで独自の表現を展開している。ポスターやビジュアルデザインをはじめ、CDジャケットやブックデザイン、展示空間のディレクションまで幅広い分野で活動しており、デザインと印刷技術の融合を探求する姿勢が特徴である。

## 主な展覧会
- 2022年 - 個展「誤植」（The 5th Floor、東京・根津）
- 2022年 - 個展「Dynamesh」（T-House New Balance、東京・水天宮前）
- 2022年 - グループ展「power/point」（アキバタマビ21、東京・末広町）
- 2024年 - 「NOHIN : The Innovative Printing Company」（Ginza Graphic Gallery）[1]

## 評価
デジタル・ネイティブ世代のさらに後続世代として、視覚表現に対する探究心と高い技術力を背景に、唯一無二のデザイン様式を築きつつある。